# Vitold Veliki
Vitold ali Vitold Veliki (litovsko Vytautas Didysis, belorusko Вітаўт, latinizirano: Vitaŭt, poljsko Witold Kiejstutowicz, Witold Aleksander, Witold Wielki, rusinsko Vitovt, latinsko Alexander Vitoldus, staronemško Wythaws, Wythawt), v 15. stoletju vladar Velike litovske kneževine, knez Grodna (1370–1382), knez Lutska (1387–1389) in domnevni kralj husitov,  * okoli 1350, † 27. oktober 1430.
V sodobmi Litvi je Vitold narodni junak in pomembna osebnost v ponovnem rojevanju Litve v 19. stoletju. Vitold (Vytautas) je v Litvi priljubljeno moško ime. Ob petstoletnici njegove smrti je bila po njem imenovana Univerza Vitolda Velikega. V številnih mestih v Litvi so bili v obodobju med prvo in drugo svetovno vojno postavljeni njegovi spomeniki.

## Borba za oblast

### 1377-1384
Vitoldov stric Algirdas je bil veliki vojvoda Litve do svoje smrti leta 1377. Algirdas in Vitoldov oče Kęstutis sta vladala skupaj kot diarha, pri čemer je Algirdas vladal na vzhodu, Kęstutis pa na zahodu in bil odgovoren predvsem za obrambo Litve pred Tevtonskim viteškim redom. Algirdasa je nasledil Jogaila, potem pa se je začela borba za oblast. Leta 1380 je Jogaila sklenil tajni sporazum s Tevtonskim redom proti Kęstutisu. Ko je Kęstutis leta 1381 to odkril, je zasedel Vilno, aretiral Jogailo in se razglasil za velikega vojvodo. Jogailu je uspelo pobegniti iz ječe in zbrati vojsko proti Kęstutisu. Sprti strani sta se spopadali, a nikoli v odprti bitki. Kęstutis se je bil pripravljen pogajati, a sta bila on in Vitold aretirana in prepeljana na grad Kreva. Teden dni pozneje so Kęstutisa našli mrtvega. Ali je umrl naravne smrti ali je bil umorjen, še vedno ni jasno.
Leta 1382 je Vitold pobegnil iz Kreve in poiskal pomoč pri Tevtonskem redu, ki se je takrat pogajal z Jogailo. Jogaila in red sta se sklenila Dubiški sporazum, s katerin se je Jogaila zavezal, da bo sprejel krščanstvo, postal zaveznik reda in redu dal del Samogitije do reke Dubise. Sporazum ni bil nikoli ratificiran in vojna med Jogailo in Tevtonskim redom se je poleti 1383 nadaljevala. Vitold je bil krščen kot katolik in sprejel ime Vigand (litovsko Vygandas). Sodeloval je v več napadih na Jogailo in januarja 1384 obljubil, da bo del Samogitije do reke Nevėžis odstopil Tevtonskemu redu v zameno za priznanje za velikega vojvodo Litve. Julija istega leta je prekinil zavezništvo z redom in se spravil z Jogailo. Nato je požgal tri pomembne tevtonske gradove in si povrnil vse Kęstutisove dežele, razen Trakaja

### 1385-1392
Jogaila je leta 1385 sklenil Krevsko unijo s Poljsko, se poročil z Jadvigo Poljsko in postal poljski kralj Vladislav II. Jagielo. Vitold je sodeloval v uniji, bil leta 1386 ponovno krščen kot katoličan in prejel ime Aleksander.
Jogaila je kot Vladislav II. svojemu bratu Skirgaili prepustil mesto regenta v Litvi. Skirgaila je bil med ljudmi nepriljubljen in Vitold je v tem videl priložnost, da postane veliki litovski vojvoda. Leta 1389 je napadel Vilno, a mu je ni uspeo osvojiti. S Königsberškim sporazumom se je na začetku leta 1390 ponovno povezal s Tevtonskim redom. Potrditi je moral sporazum iz leta 1384 in redu odstopiti Samogitijo. Njegova vojska je zatem vdrla v Litvo. Da bi utrdil svojo oblast, je leta 1391 svojo edino hčer Zofijo poročil z ruskim carjem Vasilijem I.
Poljsko plemstvo je bilo nezadovoljno, ker je njihov novi kralj preveč časa posvečal litovskim zadevam. Jasno je bilo, da bo vojna morda trajala še nekaj let in Poljski ne bo prinesla nobene koristi. Leta 1392 je Jogaila poslal v Litvo Henrika Mazovskega s ponudbo, da namesto Skirgaile za regenta imenuje Vitolda. Vitold je ponudbo sprejel in ponovno prekinil odnose s Tevtonskim redom. Požgal je tri tevzonske gradove in se vrnil v Vilno. Jogaila in Vitold sta podpisala Astravski sporazum, s katerm je Vitold pridobil vse Kęstutisove dežele, vključno s Trakajem, in še nekaj več. Vitold bi moral v Litvi vladati v Jogailovem imenu in mu po svoji smrti vrniti vse ozemlje in oblast.

## Veliki vojvoda Litve

### Politika na vzhodu
Tudi Vitold, tako kot pred njim Algird, je pokušal obvladovati čim več rusinskega ozemlja. Velik del je že bil pod oblastjo velikega vojvode, drugo pa so nadzirali Mongoli iz Zlate horde. Kan Zlate horde Toktamiš, ki je bil po porazu s Timurjem odstavljen, je leta 1395 poiskal pomoč pri Vitoldu. Dogovoril se je, da mu bo Vitlod pomagal priti nazaj na oblast, Zlata horda pa bo Litvi odstopila velik del svojega ozemlja. Leta 1398 je Vitoldova vojska osvojila del Krima in tam zgradila grad. V Litvo je bilo pripeljano veliko tatarskih ujetnikov. Litva je zdaj segala od Baltskega do Črnega morja.
Nenehni poskusi Poljske, da bi si podredila Litvo, so Vitolda še tretjič prignali v naročje Tevtonskegs reda. S Salinskim sporazumom, sklenjenim oktobra 1398, je Vitold, ki se je zdaj imenoval Supremus Dux Lithuaniae, redu prepustil svojo praprovinco Samogitijo, vitezi pa so v zameno z njimi sklenili zavezništvo za osvojitev in razdelitev Pskova in Velikega Novgoroda.
Vitoldova uspešna kampanja proti Timurju je spodbudila papeža Bonifacija IX., da je podprl Vitolda in Nogailo za organizanje križarskega pohoda proti Mongolom. Ta politična poteza je hkrati pokazala, da je Litva v celoti sprejela krščanstvo in sama branila krščansko vero in da Tevtonski vitezi niso imeli več razloga za napade na Litvo. Pohod se je končal s katastrofalnim porazom v bitki pri reki Vorskli 12. avgusta 1399. Ubitih je bilo več kot dvajset knezov, med njimi dva Jogailov brata, Vitold pa se je komaj izvlekel. Poraz je bil za Veliko litovsko kneževino in Poljsko velik šok. Številna ozemlja so se Vitoldu uprla. Smolensk je ponovno prevzel njegov dedni vladar Jurij Smolenski. Smolensk so Litovci ponovno osvojili šele leta 1404. 
Vitold se je v letih 1406–1408 vojskoval proti svojemu zetu Vasiliju I. Moskovskemu in Jogailovemu bratu Švitrigailu, ki se je s podporo Tevtonskega reda razglasil za velikega kneza. Velik spopad med njunima vojskama se je končal brez bitke s sporazumom v Ugri, s katerim je bil Veliki Novgorod podeljen Jogailovemu bratu Lengvenisu, pomembno mesto Pskov pa Jogailovemu odposlancu Jerzyju Nosu. Poravnava je bila očitna kršitev Raciaškega sporazuma. Vojna z Moskovijo se je končala decembra 1408 pod pogoji, zaradi katerih je bil nadaljnji konflikt s Tevtonskim redom neizogiben, kljub poskusu Hermana II. Celjskega, da bi se pogajal za rešitev sporov.

### Vojne s Tevtonskim viteškim redom
S sklenitvijo Tornskega sporazuma leta 1411 je Vitold do svoje smrti dobil Samogitijo, vendar se stranki nista mogli dogovoriti o meji. Sveti rimski casar Sigismund se je strinal, da bo posredoval v sporu. Leta 1413 je bilo razglašeno, da je celoten desni breg Nemana Samogitija in zato pripada Litvi. Tevtonski vitezi se s tem niso strinjali in leta 1414 se je začela nova vojna, ki je trajala le nekaj mesecev, spor pa je bil predložen koncilu v Konstanci. Četudi se spor na koncilu ni rešil, so dobili Samogitijci priložnost, da svoj primer predstavijo voditeljem Evrope, kar je veljalo za pomemben dogodek v diplomatski zgodovini Litve. Propadlo je tudi več drugih poskusov posredovanja in leta 1422 se je začela še ena vojna s Tevtonskim redom. Po večmesečnih bojih je bil ob Melnskem jezeru podpisanan nov sporazum, s katerim je bila Samogitija dokončno vrnjena Litvi, medtem ko so mesto Memel (današnja Klaipėda) in okoliško ozemljo ostali v posesti Tevtonskega reda. Meja, določena s tem sporazumom, je ostala stabilna približno 500 let do spora o Memelu leta 1923. Po vzpostavitvi miru se je Vitold lahko osredotočil na reforme in odnose s Poljsko.

### Odnosi s Poljsko
Leta 1399 sta Jadviga Poljska in njen novorojenec umrla pri porodu. Jogailova oblast na Poljskem je bila ogrožena, saj je bil tujec, ki ni imel nobenih drugih vezi s prestolom, razen svoje žene. Razen tega ga je poraz pri Vorskli prisilil k ponovni oceni odnosov med Poljsko in Litvo. Rezultat je bila združitev Vilne in Radoma leta 1401. Vitold je dobil široko avtonomijo, po njegovi smrti pa naj bi se naslov in pooblastila velikega vojvode Litve prenesli na poljskega kralja. Če bi 
Jagielo umrl pred Vitoldom in brez dediča, se je poljsko plemstvo strinjalo, da ne bo izvolilo novega kralja brez posvetovanja z Vitoldom. Edinstvena značilnost te zveze je bila, da je litovsko plemstvo predstavilo svojo listino. Prvič v zgodovini v državnih zadevah ni odločal samo vojvoda.
Vitold je bile den od ustvarjalcev Horodelske unije s Poljsko leta 1413. Ustanovna listina je določala, da bo Litva obdržala svojega velikega vojvodo in parlament, o vseh pomebnih zadevah pa bi skupaj razpravljala litovski in poljski parlament. Zveza je bila pomembna tako kulturno kot politično, ker je litovskim krščanskim plemičem podelila enake pravice kot jih je imela poljska šlahta. Za pravoslavne plemiče to ni veljalo.
Na kongresu v Lutsku leta 1429 je ogrski kralj Sigismund predlagal, da se Vitolda krona za kralja Litve. Predlog je povzročil veliko krizo v odnosih med Vitoldom, kraljem Vladislavom (Jagielom) in poljskim plemstvom. Odposlanci, ki so prinašali dokumente v podporo Vitoldovovemu kronanju in predloge za zavezništvo med Litvo, Ogrsko in Tevtonskim redom, so bili jeseni 1430 ustavljeni na poljsko-litovski meji.
Zapleti so se končali z Vitoldovo smrtjo v gradu na otoku Trakai oktobra 1430. Vitolda so pokopali v stolnici v Vilni.

### Reforme
Vitold je podpiral gospodarski razvoj svoje države in uvedel številne reforme. Med njegovo vladavino se je Veliko litovsko vojvodstvo postopoma centraliziralo, saj so lokalne kneze z dinastičnimi vezmi s prestolom zamenjali Vitoldu zvesti guvernerji. Guvernerji so bili bogati zemljiški posestniki in osnova litovskegs plemstva. V Vitoldovem času sta se začeli vzpenjati vplivni družini Radvila (poljsko Radziwiłł) in Goštautas.
Leta 1398 je Vitold v Litvo pripeljal 388 družin tatarskih Keraimov. Njihova glavna vloga je bila varovanje gradu in mostov, služili pa so tudi kot prevajalci, kmetje, trgovci in diplomati. Med Keraimi je imel zelo velik ugled, da so petstoto obletnico njegove smrti uradno obeležili leta 1930 v kenesi v Vilni.

## Družina
Vitold je bil sin Kęstutisa in njegove žene Birutė, rojen leta 1350 v gradu Stari Trakai (Senieji Trakai). Bil je bratranec in v otroštvu prijatelj Jogaile, ki je leta 1386 postal poljski kralj Vladislav II. Okoli leta 1370 se je poročil z Ano, ki je rodila hčerko Zofijo Litovsko, poročeno z velikim moskovskim knezom Vasilijem I. Zofija je bila mati velikega kneza Vasilija II. 
Po Anini smrti leta 1418 se je poročil z njeno nečakinjo Julijano Olšansko, hčerko Ivana Olšanskega, ki ga je preživela. Zaradi bližnjega sorodstva med obema ženama škof Vilne ni hotel opraviti njunega poročnega obreda brez papeževega soglasja. Jan Kropidło ni imel tovrstnih zadržkov in ju je 13. novembra 1418 poročil.
Po Bihovječki kroniki iz 16. stoletja je bila Vitoldova prva žena Marija Lukomska, česar drugi viri ne potrjujejo.

## Vitold v književnosti in umetnosti
Vitoldov kip je na spomeniku Tisočletnica Rusije v Velikem Novgorodu.
Vitold se pojavlja v več izmišljenih pripovedih, povezanih s poljsko-litovskimi konflkti s Tevtonskim redom. Omenjen je na primer v pripovedni pesnitvi Konrad Wallenrod Adama Mickiewicza in Vitezih Tevtonskega reda Józefa Kosteckega iz leta 1960, priredbi slavnega romana Henryka Sienkiewicza.
Leta 2014 je družba Cztery Strony Bajek (Štiri strani bajk) v sodelovanju z Združenjem poljskih Keraimov prikazala keraimsko zgodbo o Vitoldu in njegovem čudežnem konju, sinhronizirano v več jezikih, vključno s keraimskim.
V video igrici Age of Empires II: Definitive Edition ima Vitold vlogo junaškega konjenika.
Omenjen je tudi v izmišljenem romanu The Corrections Jonathana Franzena, ki šteje Vitoldovo smrt leta 1430 za začetek postopnega propadanja Litve kot svetovnega političnega akterja.